# Contea di Crane
La contea di Crane (in inglese Crane County) è una contea dello Stato del Texas, negli Stati Uniti. La popolazione al censimento del 2010 era di 4 375 abitanti Il capoluogo di contea è Crane. La contea è stata creata nel 1887 ed in seguito organizzata nel 1927. Il suo nome deriva da William Carey Crane, un presidente della Southern Baptist Convention (SBC) affiliato alla Baylor University di Waco, Texas. Il giudice della contea è John Farmer. Lo sceriffo è Robert DeLeon.

## Storia
I primi abitanti della zona furono i popoli indigeni. In seguito si stanziarono nell'area diverse tribù indiane, inclusi i Comanche, Lipan Apache, e Kiowa.
Crane County è stata costituita nel 1887 dalla Contea di Tom Green, e prende il nome da William Carey Crane, ex presidente della Baylor University. L'insediamento umano cominciò a verificarsi una ventina di anni dopo, e la contea non fu organizzata fino al 1927. Nel 1900 il censimento degli Stati Uniti registrò solo 51 persone e 12 ranch nella contea. Nel 1918 la contea non aveva ancora nemmeno una strada.
Il primo pozzo petrolifero nella contea venne costruito nel marzo 1926.
La storia della contea è conservata nel Museum of the Desert Southwest, che aprì a Crane nel 1980.

## Geografia fisica
| Anno | Popolazione | ±%       |
| ---- | ----------- | -------- |
| 1890 | 15          |          |
| 1900 | 51          | 240.0%   |
| 1910 | 331         | 549.0%   |
| 1920 | 37          | −88.8%   |
| 1930 | 2,221       | 5,902.7% |
| 1940 | 2,841       | 27.9%    |
| 1950 | 3,965       | 39.6%    |
| 1960 | 4,699       | 18.5%    |
| 1970 | 4,172       | −11.2%   |
| 1980 | 4,600       | 10.3%    |
| 1990 | 4,652       | 1.1%     |
| 2000 | 3,996       | −14.1%   |
| 2010 | 4,375       | 9.5%     |

Secondo l'Ufficio del censimento degli Stati Uniti d'America la contea ha un'area totale di 786 miglia quadrate (2040 km²), di cui 785 miglia quadrate (2030 km²) sono terra, mentre 0,7 miglia quadrate (1,8 km², corrispondenti allo 0,08% del territorio) sono costituiti dall'acqua.

### Strade principali
- U.S. Highway 385
- State Highway 329

### Contee adiacenti
- Ector County (nord)
- Upton County (est)
- Crockett County (sud-est)
- Pecos County (sud)
- Ward County (ovest)